# Kronprinzenpalais
El Kronprinzenpalais es una antigua residencia real prusiana situada en el bulevar Unter den Linden, en el centro histórico de Berlín. Fue construido en 1663 y renovado en 1857 según los planos de Heinrich Strack en estilo neoclásico. De 1919 a 1937, albergó la colección de arte moderno de la Galería Nacional. Dañado durante los bombardeos aliados de la Segunda Guerra Mundial, el Kronprinzenpalais fue reconstruido de 1968 a 1970 por Richard Paulick como parte del Forum Fridericianum. En 1990 se firmó en este edificio protegido el Tratado de Reunificación de Alemania. Desde entonces, se utiliza para eventos y exposiciones.

## Primeros usos
Johann Arnold Nering creó el edificio en 1663-69 como residencia privada del secretario del gabinete Johann Martitz, convirtiendo una casa de clase media ya existente. De 1706 a 1732, fue la residencia oficial del gobernador de Berlín.

## Remodelación y uso como palacio real

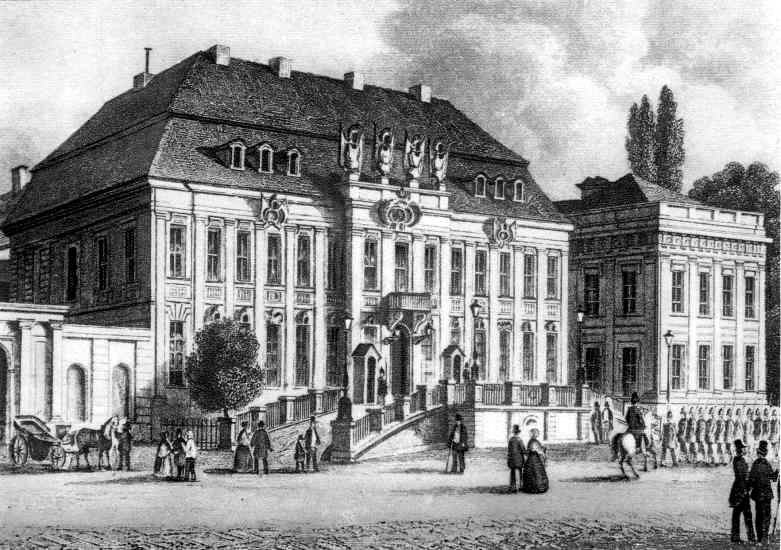
El Kronprinzenpalais después de su primera reconstrucción

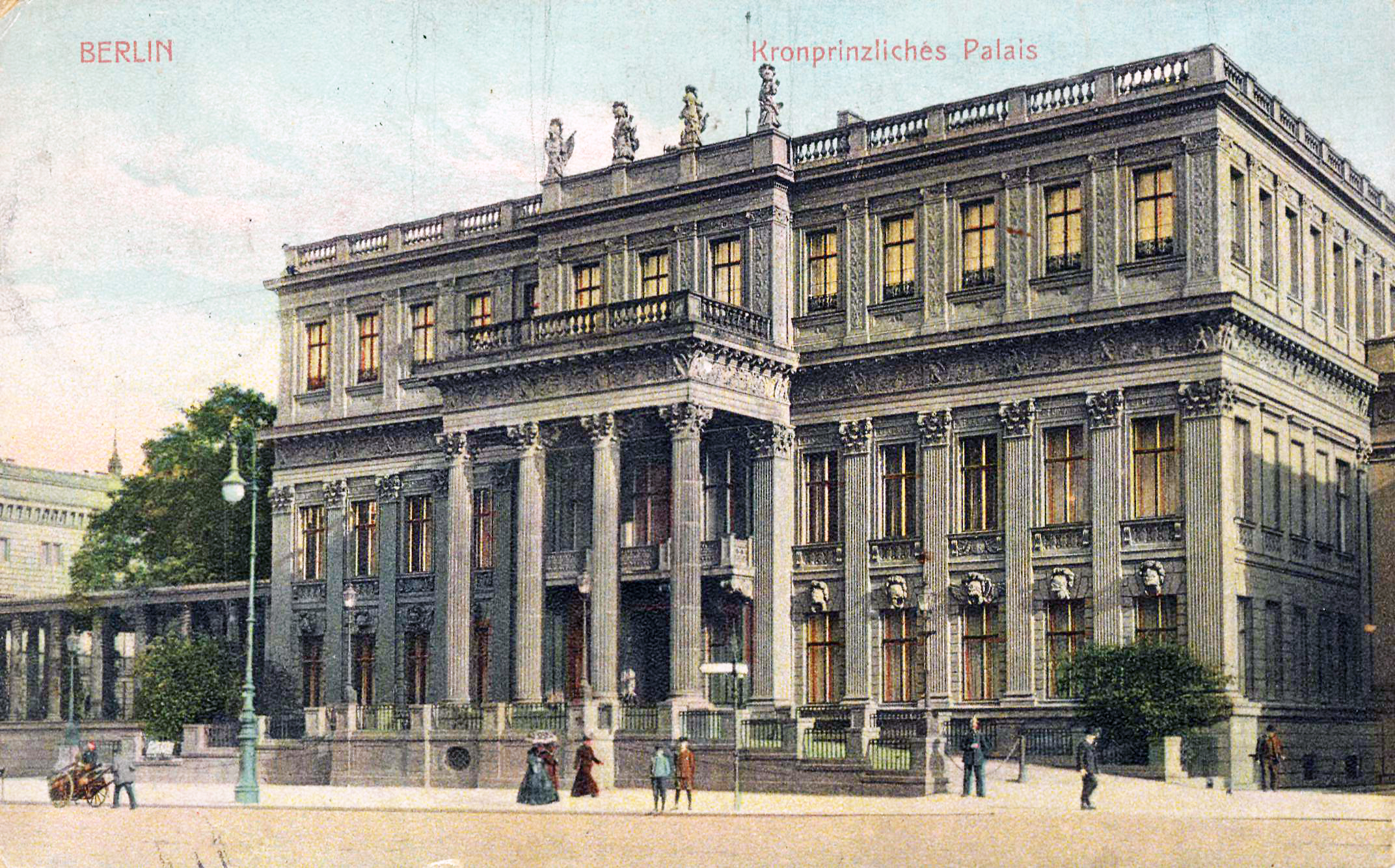
El Kronprinzenpalais después de la remodelación de Johann Heinrich Strack, c. 1890

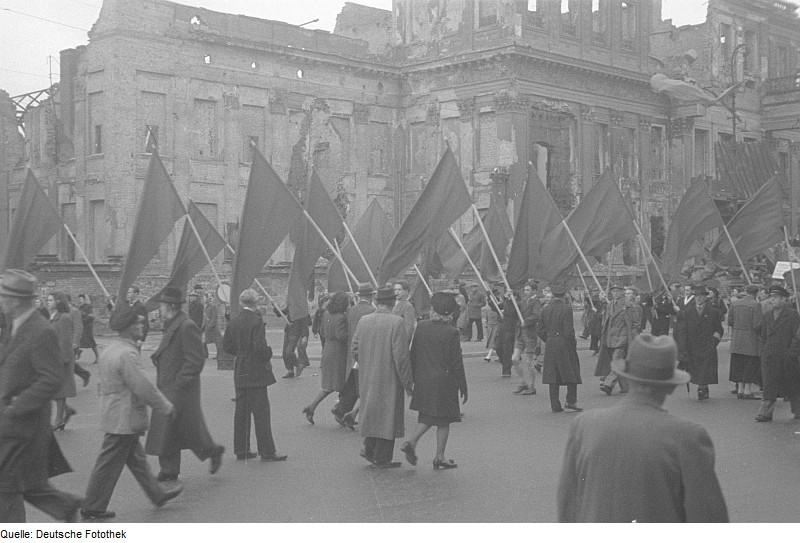
El Kronprinzenpalais en ruinas, 1947

En 1732, Philipp Gerlach remodeló el edificio en estilo barroco, para que sirviera de residencia al príncipe heredero, el futuro rey Federico II. Él y su esposa Elisabeth Christine sólo se alojaron allí de forma intermitente antes de su ascenso al trono en 1740, tras lo cual fijó su residencia en una parte del palacio real. Cedió el Kronprinzenpalais a su hermano Augusto Guillermo; tras la muerte de éste, en 1758, su viuda siguió utilizándolo hasta 1780.
Luego, el edificio fue renovado y remodelado en estilo neoclásico (con muebles de Prusia en lugar de Francia) y se convirtió en la residencia del príncipe heredero Federico Guillermo (el futuro Federico Guillermo III ) y su esposa Luisa, que vivieron allí con sus hijos y la condesa Voss, que tenía un apartamento cerca de la entrada. Permanecieron allí después de que él se convirtiese en rey y el Palacio pasó a llamarse Königliches Palais (Palacio Real). Johann Gottfried Schadow creó su estatua doble de la princesa heredera Louise y su hermana Frederica, la Prinzessinnengruppe, en el palacio en 1795-1797. El futuro emperador Guillermo I nació allí el 22 de marzo de 1797. A principios del siglo XIX, Karl Friedrich Schinkel renovó varias habitaciones del palacio; también diseñó una extensión sobre la calle Oberwallstraße que conectaba el palacio con el Kronprinzessinnenpalais (Palacio de las Princesas de la Corona), donde vivían las tres hijas del rey; ésta fue construida en 1811 por Heinrich Gentz en asociación con su remodelación del exterior del Prinzessinenpalais. Tras la temprana muerte de Luisa, Federico Guillermo mantuvo en el palacio un santuario familiar dedicado a ella. El edificio principal se conoció como Königliches Palais (Palacio Real) hasta 1840; después de 1840, cuando murió el rey, se conoció como antiguo Palacio Real, y no fue utilizado por ningún miembro de la familia real; durante el reinado de Federico Guillermo IV, albergó a funcionarios de la corte, y Rudolf Lepke, que fundó una importante casa de subastas, creció allí.
En 1856-57, Johann Heinrich Strack reconstruyó ampliamente el palacio para el hijo de Guillermo I, el príncipe Federico Guillermo (el futuro Kaiser Federico III ), dándole sustancialmente su apariencia actual. Strack reemplazó el techo abuhardillado por un tercer piso con pilares corintios, y añadió detalles neoclásicos a la fachada, cuyas columnas cambió de toscanas a corintias. Se mantuvieron las cuatro estatuas sobre la entrada, pero añadió un pórtico alto con columnas coronadas por un balcón. También construyó un añadido retranqueado en el lado este del edificio, con una columnata en los lados de Unter den Linden y Niederlagstraße. Después de 1861, cuando el padre de Federico Guillermo accedió al trono y éste se convirtió en príncipe heredero, el edificio volvió a llamarse Kronprinzenpalais; residió allí con su esposa la princesa Victoria, hija de la reina Victoria de Inglaterra. 
Su hijo mayor, que sería el último emperador alemán como Guillermo II, nació en el palacio el 27 de enero de 1859. La princesa Victoria recibió en el palacio a artistas y académicos, como Heinrich von Angeli, Anton von Werner y Adolph von Menzel. Sin embargo, tras la muerte de Federico III en 1888, después de un reinado de 99 días, ella solía estar en su nueva residencia, Schloß Friedrichshof, y el palacio se utilizaba poco. A partir de 1905, fue utilizado como residencia de invierno por el heredero de Wilhelm II, el príncipe heredero Guillermo, y su esposa, la princesa heredera Cecilia . Durante la revolución de noviembre en Berlín en 1918, los líderes revolucionarios se dirigieron a la multitud desde la rampa de entrada del palacio.

## Anexo moderno de la Galería Nacional
Tras la disolución de la monarquía, el palacio pasó a ser posesión del Estado de Prusia, que lo cedió a la Galería Nacional en 1919 para albergar su colección de dibujos. El director, Ludwig Justi, utilizó este anexo al edificio existente (ahora conocido como Antigua Galería Nacional de Berlín ) para albergar un nuevo departamento dedicado a los artistas vivos, la Galerie der Lebenden, algo que había propuesto el año anterior y que los propios artistas contemporáneos venían reclamando. Este se inauguró el 4 de agosto de 1919 con aproximadamente 150 pinturas y esculturas, incluidas obras naturalistas e impresionistas francesas, una escultura de Rodin (en una habitación que conservaba la decoración del antiguo palacio, que también presentaba pinturas de Cézanne, Van Gogh y Manet), obras que representan tanto al establecimiento Verein Berliner Künstler como a la Secesión de Berlín, y en el piso superior en una exhibición temporal, obras de miembros de Die Brücke y otros expresionistas. Esta fue la primera promoción estatal en Alemania de obras expresionistas, que eran impopulares para gran parte del público. La galería fue pionera del museo de arte contemporáneo; a juicio del subdirector de la National Gallery en ese momento, la colección era superior a la de todas las demás galerías alemanas que coleccionaban arte moderno. Sirvió como modelo para instituciones posteriores, en particular el Museo de Arte Moderno de Nueva York, que abrió sus puertas dos años después de que su primer director, Alfred H. Barr Jr., visitara el Kronprinzenpalais en 1927. Por otro lado, el crítico de arte Karl Scheffler, que era partidario del impresionismo y no le gustaba el expresionismo, atacó a Justi por abrir la galería de arte contemporáneo, publicando un libro en 1921 con el título Berliner Museumskrieg (Guerra de los museos de Berlín).
Después de que los nazis llegaran al poder en 1933, hubo un período inicial de tolerancia hacia el arte moderno, pero luego Hitler ordenó que se "limpiaran" las galerías, en particular el Kronprinzenpalais. En mayo de 1936, se quemaron en el horno obras de la colección de arte expresionista de Ismar Littmann que habían sido confiscadas por la Gestapo de una casa de subastas de Berlín. Eberhard Hanfstaengl, el entonces director de la Galería Nacional, recibió la orden de reservar solo unas pocas obras "históricamente valiosas" y salvó cinco pinturas y diez dibujos. La galería expresionista se cerró en octubre de 1936, después de que terminaran los Juegos Olímpicos de Berlín, por ser un "semillero del bolchevismo cultural ".
En la operación nazi de 1937 contra Entartete Kunst (arte degenerado), la Galería Nacional perdió un total de 435 obras. El Kronprinzenpalais contribuyó con muchas más obras que cualquier otra institución a la exposición del mismo nombre que se inauguró en Múnich el 19 de julio. La mayoría de las obras expresionistas fueron etiquetadas oficialmente como Verfallskunst (arte de la descomposición) el mismo mes. El director de la Galería Nacional, Justi, había sido expulsado en la purga de 1933 de académicos y funcionarios públicos ideológicamente sospechosos; su sucesor, Alois Schardt, se vio obligado a dimitir después de que Bernhard Rust, el ministro nazi de Educación de Prusia, responsable de los museos, visitara la galería de arte moderno; a su vez, fue sucedido por Hanfstaengl, quien también se vio obligado a renunciar después de negarse a reunirse con Adolf Ziegler y su comisión encargada de identificar y eliminar las obras de arte "degeneradas". La comisión realizó dos visitas de "limpieza" al Kronprinzenpalais: el 7 de julio antes de la inauguración de la exposición y nuevamente en agosto. Algunos miembros de la comisión al principio se mostraron reacios a purgar las obras de August Macke y Franz Marc, quienes habían muerto luchando en la Primera Guerra Mundial; finalmente también se eliminaron, pero las obras de Marc, incluida la Torre de los caballos azules, se eliminaron de la exposición Entartete Kunst antes de que se trasladara de Múnich a Berlín. La National Gallery recibió una indemnización de 150.000 RM por El jardín de Daubigny de Van Gogh y de 15.000 RM por cuatro cuadros de Paul Signac y Edvard Munch.
Más tarde, en 1937, el edificio se convirtió en la sede de la Academia Prusiana de las Artes, cuyo edificio en Pariser Platz había sido requisado por la oficina de Albert Speer. El director del teatro Schauspielhaus en Gendarmenmarkt, Gustaf Gründgens, también tuvo temporalmente su oficina en el edificio.
En marzo de 1945, el Kronprinzenpalais fue destruido por un bombardeo aliado. Hasta 1958, una escuela de ballet utilizó la parte trasera que quedaba, pero el lugar fue desalojado por completo en 1961.

## Reconstrucción y usos en la posguerra

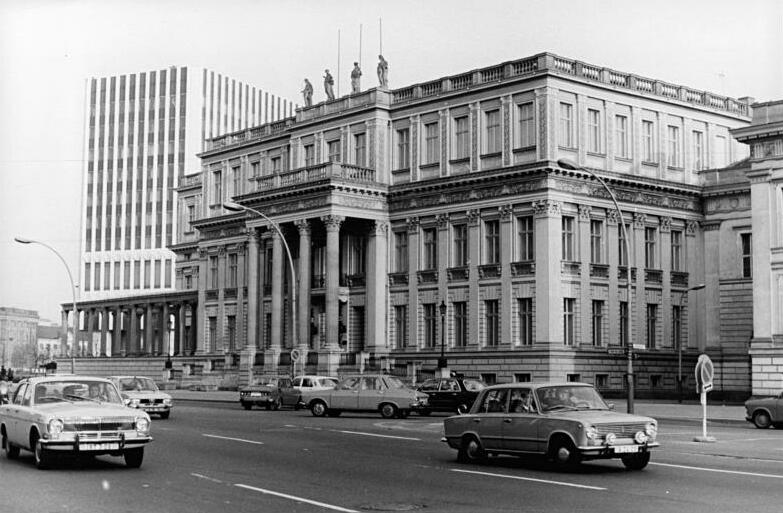
El Palacio reconstruido en el bulevar Unter den Linden, 1980

En 1968-69, para completar la restauración del lado sur de Unter den Linden y hacer una transición visual adecuada hacia el recién terminado rascacielos del Ministerio de Asuntos Exteriores (desde entonces demolido) y el resto del distrito gubernamental de Alemania Oriental inmediatamente al este, el Kronprinzenpalais fue reconstruido con aproximadamente el mismo aspecto exterior que después de la obra de Strack por Richard Paulick, un antiguo asociado de Walter Gropius que ya había reconstruido el Kronprinzessinnenpalais y la Ópera Estatal, y Werner Prendel  (Paulick había pensado originalmente en reconstruirlo tal y como estaba en 1733, para utilizarlo como museo moderno, escuela de música o espacio de actuación, pero las concepciones del papel de la zona cambiaron en la década de 1960). Sin embargo, la planta superior se amplió para incluir el ala este y mejorar las proporciones del edificio, y el interior (1968-70) fue moderno. Como Palacio Unter den Linden, fue utilizado como casa de huéspedes por el Magistrat, el ejecutivo que gobernaba Berlín Oriental. El 31 de agosto de 1990 se firmó allí el Acuerdo de Unificación, tras lo cual el Senado de Berlín tomó posesión del edificio.
El jardín, que se extiende desde la Oberwallstraße hasta la Niederlagstraße y cuenta con aparcamientos subterráneos bajo parte de él, fue trazado de nuevo en 1969-70 por W. Hinkefuß y desciende en terrazas hasta un césped central, para volver a subir en otras terrazas hasta un restaurante llamado Schinkelklause, que incorpora piezas de terracota y una entrada de la Bauakademie de Schinkel, que fue parcialmente destruida en la Segunda Guerra Mundial y demolida hacia 1960. Las esculturas del jardín son obra de Senta Baldamus, Gerhard Thierse y Gerhard Lichtenfelds.

De 1998 a 2003, el Kronprinzenpalais fue utilizado como espacio de exhibición temporal por el Deutsches Historisches Museum mientras su edificio principal, el Zeughaus al otro lado de la calle, estaba en proceso de renovación. Se sigue utilizando para exposiciones y otros eventos culturales. Por ejemplo, en 2005 albergó una exposición sobre Albert Einstein,  y en la primavera de 2006 el polidrama Alma de Joshua Sobol, sobre Alma Mahler, reprodujo escenas simultáneamente en varias salas, lo que requirió reconstruir temporalmente el aspecto histórico del interior. En 2006 el edificio albergó la exposición Erzwungene Wege-Flucht und Vertreibung im Europa des 20. Jahrhunderts, una polémica muestra sobre las expulsiones de alemanes en la Europa del siglo XX organizada por la Federación de Expulsados, y en marzo-junio de 2012 albergó una exposición en tres partes que trataba de forma más amplia el exilio forzoso y que incluía Erzwungene Wege como uno de sus componentes. El edificio es un monumento histórico de Berlín. 

## Otras lecturas
- Pablo Seidel. "Zur Geschichte des Kronprinzen-Palais en Berlín, insbesondere der ehemaligen Wohnung der Königin Luise". Hohenzollern-Jahrbuch 11 (1907) 206-57 – (en alemán)
- Jorg Haspel. "¿Rekonstruktion als städtebauliche Denkmalpflege? Das Kronprinzenpalais en Berlín". En Rekonstruktion in der Denkmalpflege. Überlegungen, Definitionen, Erfahrungsberichte . ed. Juliane Kirschbaum y Annegret Klein. Schriftenreihe des Deutschen Nationalkomitees für Denkmalschutz 57. Bonn: Deutsches Nationalkomitee für Denkmalschutz, 1998.  . páginas. 75 – 81 (en alemán)